# Deuxième guerre civile libérienne
Pour les articles homonymes, voir Guerre civile libérienne.
La deuxième guerre civile libérienne a commencé en 1999 lorsqu'un groupe rebelle soutenu par le gouvernement de la Guinée voisine, les Libériens unis pour la réconciliation et la démocratie (LURD), est apparu dans le nord du Liberia.

## Contexte historique
Au début de l'année 2003, un deuxième groupe rebelle, le Mouvement pour la démocratie au Liberia (MODEL), a émergé dans le Sud, et en juin-juillet 2003, le gouvernement de Charles Taylor ne contrôlait plus qu'un tiers du pays. 

## Déroulement de la guerre civile
La capitale Monrovia est assiégée par le LURD et ce groupe bombarde la ville, entraînant la mort de nombreux civils. Des milliers de personnes sont déplacées de leurs foyers en raison du conflit. Le 29 juillet, les rebelles acceptent un cessez-le-feu et le président Taylor démissionne le 11 août 2003. Un accord de paix est signé à Accra le 18 août 2003.

## Mission de maintien de la paix
Le 11 septembre 2003, le secrétaire général de l'ONU, Kofi Annan, recommande le déploiement d'une mission de maintien de la paix, approuvée par la résolution 1509 du conseil de sécurité le 19 septembre, la Mission des Nations unies au Liberia, afin de faire respecter l'accord de paix.
Cette mission comprenait 15 000 hommes, incluant à la fois des civils et des militaires, dont l'envoi de soldats des forces armées nigérianes. Elle contribua à désarmer les diverses factions.